# Aeropuerto Internacional de Phuket
El Aeropuerto Internacional de Phuket (en tailandés: ท่าอากาศยานนานาชาติภูเก็ต) (IATA: HKT, OACI: VTSP) es un aeropuerto situado en la Provincia de Phuket en Tailandia. Está en el norte de la isla de Phuket, a 32 kilómetros del centro de la ciudad de Phuket. El aeropuerto desempeña un papel importante en la industria turística de Tailandia, ya que la isla de Phuket es un destino turístico muy popular. Es el tercer aeropuerto más concurrido de Tailandia en cuanto a número de pasajeros, después del Aeropuerto Suvarnabhumi y el Aeropuerto Internacional Don Mueang de la Región Metropolitana de Bangkok, la capital nacional. El aeropuerto estableció un récord de 15,1 millones de llegadas y salidas en 2016, un 17,8 por ciento más que en 2015.

## Instalaciones

### Terminales
El aeropuerto tiene tres terminales: La Terminal 2 se utiliza para los vuelos internacionales, y la Terminal 3 para los vuelos nacionales. La Terminal X para vuelos chárter se abrió en febrero de 2014.
El aeropuerto de Phuket fue ampliado y renovado con 5.140 millones de bahts, y las obras se completaron en 2016. La capacidad de la nueva terminal internacional es de 12,5 millones de pasajeros al año. La ampliación aumentó la capacidad del aeropuerto a 20 millones de pasajeros al año, en comparación con su capacidad anterior de 6,5 millones. En 2012 se sugirió un enlace ferroviario desde un aeropuerto alternativo, Krabi, ya que Phuket está congestionada y tiene poco espacio para expandirse.

## Aerolíneas y destinos

### Aerolíneas Internacionales
- AirAsia (Kuala Lumpur)
- Air China (Pekín)
- Asiana Airlines (Seúl-Incheon)
- Cathay Pacific
  - Cathay Dragon (Hong Kong)
- China Airlines (Taipei-Taoyuan)
- China Southern Airlines (Guangzhou)
- Condor Airlines (Frankfurt)
- Emirates
- EVA Air
  - Uni Air (Kaohsiung)
- Hong Kong Airlines (Hong Kong)
- Korean Air (Busán, Seúl-Incheon)
- Malaysia Airlines (Kuala Lumpur)
  - Firefly (Penang)
- Wamos Air (España)
- Qantas
  - Jetstar Airways (Sídney)
- Shanghai Airlines (Shanghai-Pudong)
- Singapore Airlines
  - Silkair (Singapur)
- Thai Airways International (Bangkok-Suvarnabhumi, Hong Kong, Taipei-Taoyuan, Perth, Seúl-Incheon)

### Aerolíneas Chárter Internacionales
- Edelweiss Air (Zúrich)
- Finnair (Helsinki)
- I-Fly (Ekaterimburgo)
- MyTravel Airways (Oslo, Estocolmo-Arlanda, Copenhague)
- Thomsonfly (Londres-Gatwick, Mánchester)
- Travel Service (Praga)
- TUIfly Nordic (Estocolmo-Arlanda)

### Aerolíneas Domésticas
- Air Asia
  - Thai Air Asia (Bangkok-Suvarnabhumi)
- Bangkok Airways (Bangkok-Suvarnabhumi, Chiang Mai, Pattaya-Utapao, Samui)
- One-Two-GO (Bangkok-Don Muang)
- Thai Airways International (Bangkok-Don Mueang, Bangkok-Suvarnabhumi, Chiang Mai)
- Nok Air (Bangkok-Don Mueang)

### Destinos internacionales
| Ciudades por países      | Nombre del aeropuerto                                | Aerolíneas                                                                                        | Aeronaves      | Frecuencias semanales |
| Asia                     | Asia                                                 | Asia                                                                                              | Asia           | Asia                  |
| ------------------------ | ---------------------------------------------------- | ------------------------------------------------------------------------------------------------- | -------------- | --------------------- |
| Camboya                  |                                                      |                                                                                                   |                |                       |
| Nom Pen                  | Aeropuerto Internacional de Nom Pen                  | Thai AirAsia                                                                                      | A32x           |                       |
| Siem Reap                | Aeropuerto Internacional de Angkor                   | Thai AirAsia                                                                                      | A32x           |                       |
| China                    |                                                      |                                                                                                   |                |                       |
| Changsha                 | Aeropuerto Internacional de Changsha                 | Thai Lion Air                                                                                     | B737           |                       |
| Chengdú                  | Aeropuerto Internacional de Chengdú                  | Air China China Eastern Airlines Nok Air (Chárter) Sichuan Airlines Spring Airlines Thai Lion Air | B737 A32x B737 |                       |
| Chongqing                | Aeropuerto Internacional de Chongqing                | Chongqing Airlines Sichuan Airlines Thai Lion Air                                                 | A3xx B737      |                       |
| Guangzhou                | Aeropuerto Internacional de Cantón-Baiyun            | China Southern Airlines Thai Smile                                                                | A320-232       |                       |
| Hangzhou                 | Aeropuerto Internacional Xiaoshan                    | Air China Okay Airways (Estacional) Thai Lion Air                                                 | B737           |                       |
| Hefei                    | Aeropuerto Internacional Hefei Xinqiao               | Thai Lion Air                                                                                     | B737           |                       |
| Huai'an                  | Aeropuerto de Huai'an Lianshui                       | Spring Airlines                                                                                   | A32x           |                       |
| Kunming                  | Aeropuerto Internacional de Kunming                  | China Eastern Airlines Kunming Airlines Lucky Air Thai AirAsia                                    | B737 A32x      |                       |
| Lanzhou                  | Aeropuerto Internacional de Lanzhou Zhongchuan       | Thai Smile (Chárter)                                                                              | A320-232       |                       |
| Nankín                   | Aeropuerto Internacional de Nankín-Lukou             | Thai Lion Air                                                                                     | B737           |                       |
| Nanning                  | Aeropuerto Internacional de Nanning                  | Nok Air (Chárter)                                                                                 | B737           |                       |
| Nantong                  | Aeropuerto de Nantong Xingdong                       | Nok Air (Chárter)                                                                                 | B737           |                       |
| Pekín                    | Aeropuerto Internacional de Pekín-Capital            | Air China Hainan Airlines Nok Air Thai Airways                                                    | B737           |                       |
| Shanghái                 | Aeropuerto Internacional Pudong                      | China Eastern Airlines Juneyao Airlines Spring Airlines Thai Lion Air                             | B737           |                       |
| Shenzhen                 | Aeropuerto Internacional de Shenzhen                 | China Southern Airlines Hainan Airlines Shenzhen Airlines                                         |                |                       |
| Shijiazhuang             | Aeropuerto Internacional de Shijiazhuang             | Spring Airlines                                                                                   | A32x           |                       |
| Tianjin                  | Aeropuerto Internacional de Tianjin-Binhai           | Sichuan Airlines Thai Lion Air                                                                    | B737           |                       |
| Taiyuan                  | Aeropuerto Internacional de Taiyuan-Wusu             | China Eastern Airlines                                                                            |                |                       |
| Wuhan                    | Aeropuerto Internacional de Wuhan-Tianhe             | China Southern Airlines Thai AirAsia                                                              | A32x           |                       |
| Xi'an                    | Aeropuerto Internacional de Xi'an-Xianyang           | Okay Airways Thai Lion Air                                                                        | B737           |                       |
| Zhengzhou                | Aeropuerto Internacional de Zhengzhou                | Lucky Air Thai Lion Air                                                                           | B737           |                       |
| Corea del Sur            |                                                      |                                                                                                   |                |                       |
| Seúl                     | Aeropuerto Internacional de Incheon                  | Asiana Airlines Korean Air                                                                        |                |                       |
| EAU                      |                                                      |                                                                                                   |                |                       |
| Abu Dabi                 | Aeropuerto Internacional de Abu Dabi                 | Etihad Airways                                                                                    |                |                       |
| Dubái                    | Aeropuerto Internacional de Dubái                    | Emirates                                                                                          |                |                       |
| Hong Kong                |                                                      |                                                                                                   |                |                       |
| Hong Kong                | Aeropuerto Internacional de Hong Kong                | Cathay Dragon HK Express Thai AirAsia Thai Smile                                                  | A32x A320-232  |                       |
| India                    |                                                      |                                                                                                   |                |                       |
| Bangalore                | Aeropuerto Internacional de Bangalore                | IndiGo                                                                                            | A32x           |                       |
| Nueva Delhi              | Aeropuerto Internacional Indira Gandhi               | IndiGo                                                                                            | A32x           |                       |
| Indonesia                |                                                      |                                                                                                   |                |                       |
| Yakarta                  | Aeropuerto Internacional Soekarno-Hatta              | Thai AirAsia                                                                                      | A32x           |                       |
| Irán                     |                                                      |                                                                                                   |                |                       |
| Teherán                  | Aeropuerto Internacional Imán Jomeini                | Mahan Air (Chárter Estacional)                                                                    |                |                       |
| Kazajistán               |                                                      |                                                                                                   |                |                       |
| Almatý                   | Aeropuerto Internacional de Almatý                   | Sunday Airlines (Chárter Estacional)                                                              | B7x7           |                       |
| Nursultán                | Aeropuerto Internacional de Nursultán                | Sunday Airlines (Chárter Estacional)                                                              | B7x7           |                       |
| Kirguistán               |                                                      |                                                                                                   |                |                       |
| Biskek                   | Aeropuerto Internacional de Manas                    | Sunday Airlines (Chárter Estacional)                                                              | B7x7           |                       |
| Macao                    |                                                      |                                                                                                   |                |                       |
| Macao                    | Aeropuerto Internacional de Macao                    | Thai AirAsia                                                                                      | A32x           |                       |
| Malasia                  |                                                      |                                                                                                   |                |                       |
| Kuala Lumpur             | Aeropuerto Internacional de Kuala Lumpur             | AirAsia Malaysia Airlines Malindo Air                                                             | A3xx           |                       |
| Langkawi                 | Aeropuerto Internacional de Langkawi                 | Malindo Air                                                                                       |                |                       |
| Penang                   | Aeropuerto Internacional de Penang                   | AirAsia Firefly                                                                                   | A3xx           |                       |
| Birmania                 |                                                      |                                                                                                   |                |                       |
| Rangún                   | Aeropuerto Internacional de Rangún                   | Myanmar National Airlines                                                                         |                |                       |
| Catar                    |                                                      |                                                                                                   |                |                       |
| Doha                     | Aeropuerto Internacional Hamad                       | Qatar Airways                                                                                     |                |                       |
| Singapur                 |                                                      |                                                                                                   |                |                       |
| Singapur                 | Aeropuerto Internacional de Singapur                 | Scoot Silk Air Thai AirAsia                                                                       | A32x           |                       |
| Uzbekistán               |                                                      |                                                                                                   |                |                       |
| Taskent                  | Aeropuerto Internacional de Taskent                  | Uzbekistan Airways (Estacional)                                                                   |                |                       |
| Vietnam                  |                                                      |                                                                                                   |                |                       |
| Ciudad de Ho Chi Minh    | Aeropuerto Internacional de Tan Son Nhat             | VietJet Air                                                                                       | A32x           |                       |
| Europa                   |                                                      |                                                                                                   |                |                       |
| Dinamarca                |                                                      |                                                                                                   |                |                       |
| Aalborg                  | Aeropuerto de Aalborg                                | Sunclass Airlines (Estacional)                                                                    | A3xx           |                       |
| Copenhague               | Aeropuerto de Copenhague-Kastrup                     | Thai Airways (Estacional) Sunclass Airlines (Estacional) TUI Airways (Chárter Estacional)         | A3xx B7x7      |                       |
| Francia                  |                                                      |                                                                                                   |                |                       |
| París                    | Aeropuerto de París-Charles de Gaulle                | Air France (Inicia 27 de noviembre del 2025)                                                      | B787           |                       |
| Finlandia                |                                                      |                                                                                                   |                |                       |
| Helsinki                 | Aeropuerto de Helsinki-Vantaa                        | Finnair (Estacional) TUI Airways (Chárter Estacional)                                             | A3x0 B7x7      |                       |
| Noruega                  |                                                      |                                                                                                   |                |                       |
| Trondheim                | Aeropuerto de Trondheim-Værnes                       | TUI Airways (Chárter Estacional)                                                                  | B7x7           |                       |
| Polonia                  |                                                      |                                                                                                   |                |                       |
| Varsovia                 | Aeropuerto Chopin de Varsovia                        | LOT Polish Airlines (Chárter Estacional)                                                          | B787           |                       |
| Reino Unido              |                                                      |                                                                                                   |                |                       |
| Birmingham               | Aeropuerto Internacional de Birmingham               | TUI Airways (Estacional)                                                                          | B7x7           |                       |
| Londres                  | Aeropuerto de Londres-Gatwick                        | TUI Airways (Estacional)                                                                          | B7x7           |                       |
| Mánchester               | Aeropuerto de Mánchester                             | TUI Airways (Estacional)                                                                          | B7x7           |                       |
| Rusia                    |                                                      |                                                                                                   |                |                       |
| Barnaúl                  | Aeropuerto Internacional de Barnaúl-Guermán Titov    | Azur Air Royal Flight (Chárter Estacional)                                                        | B7x7           |                       |
| Bélgorod                 | Aeropuerto Internacional de Belgorod                 | Pegas Fly (Chárter Estacional)                                                                    | B7x7           |                       |
| Blagovéshchensk          | Aeropuerto de Ignatyevo                              | Pegas Fly (Chárter Estacional)                                                                    | B7x7           |                       |
| Cheliábinsk              | Aeropuerto de Cheliábinsk                            | Nordwind Airlines (Chárter Estacional)                                                            |                |                       |
| Chitá                    | Aeropuerto de Chitá-Kadala                           | Pegas Fly (Chárter Estacional)                                                                    | B7x7           |                       |
| Ekaterimburgo            | Aeropuerto de Ekaterimburgo-Koltsovo                 | Azur Air                                                                                          | B7x7           |                       |
| Irkutsk                  | Aeropuerto Internacional de Irkutsk                  | Azur Air Nordwind Airlines (Chárter Estacional) S7 Airlines (Estacional)                          | B7x7           |                       |
| Jabárovsk                | Aeropuerto de Jabárovsk Novy                         | Azur Air Nordwind Airlines (Chárter Estacional)                                                   | B7x7           |                       |
| Kazán                    | Aeropuerto Internacional de Kazán                    | Azur Air                                                                                          | B7x7           |                       |
| Krasnodar                | Aeropuerto Internacional de Krasnodar                | Pegas Fly (Chárter Estacional)                                                                    | B7x7           |                       |
| Krasnoyarsk              | Aeropuerto Internacional de Yemelyanovo              | Azur Air Pegas Fly (Chárter Estacional)                                                           | B7x7           |                       |
| Moscú                    | Aeropuerto Internacional de Moscú-Sheremétievo       | Aeroflot Nordwind Airlines (Chárter Estacional) Royal Flight (Chárter Estacional)                 | B7x7           |                       |
| Moscú                    | Aeropuerto Internacional de Moscú-Vnúkovo            | Azur Air Rossiya (Chárter Estacional)                                                             | B7x7           |                       |
| Nizhni Nóvgorod          | Aeropuerto Internacional de Nizhni Nóvgorod-Strigino | Azur Air Nordwind Airlines (Chárter Estacional)                                                   | B7x7           |                       |
| Novokuznetsk             | Aeropuerto de Novokuznetsk-Spichenkovo               | Royal Flight (Chárter Estacional)                                                                 | B7x7           |                       |
| Novosibirsk              | Aeropuerto Internacional de Novosibirsk-Tolmachevo   | Azur Air Pegas Fly (Chárter Estacional)                                                           | B7x7           |                       |
| Rostov del Don           | Aeropuerto Internacional de Rostov del Don           | Azur Air Nordwind Airlines (Chárter Estacional)                                                   | B7x7           |                       |
| Omsk                     | Aeropuerto de Omsk-Tsentralny                        | Royal Flight (Chárter Estacional)                                                                 | B7x7           |                       |
| Oremburgo                | Aeropuerto de Oremburgo-Central                      | Pegas Fly (Chárter Estacional)                                                                    | B7x7           |                       |
| Perm                     | Aeropuerto Internacional de Perm                     | Pegas Fly (Chárter Estacional)                                                                    | B7x7           |                       |
| Petropávlovsk-Kamchatski | Aeropuerto de Petropávlovsk-Kamchatski               | Pegas Fly (Chárter Estacional)                                                                    | B7x7           |                       |
| Samara                   | Aeropuerto Internacional de Samara-Kurúmoch          | Azur Air Pegas Fly (Chárter Estacional)                                                           | B7x7           |                       |
| San Petersburgo          | Aeropuerto Internacional Púlkovo                     | Azur Air Nordwind Airlines (Chárter Estacional)                                                   | B7x7           |                       |
| Surgut                   | Aeropuerto Internacional de Surgut                   | Pegas Fly (Chárter Estacional)                                                                    | B7x7           |                       |
| Tiumén                   | Aeropuerto Internacional de Tiumén-Roschino          | Azur Air Pegas Fly (Chárter Estacional)                                                           | B7x7           |                       |
| Tomsk                    | Aeropuerto de Tomsk-Bogashevo                        | Royal Flight (Chárter Estacional)                                                                 | B7x7           |                       |
| Ufá                      | Aeropuerto de Ufá                                    | Nordwind Airlines (Chárter Estacional)                                                            |                |                       |
| Vladivostok              | Aeropuerto Internacional de Vladivostok              | Azur Air                                                                                          | B7x7           |                       |
| Vorónezh                 | Aeropuerto de Vorónezh-Chertovitskoye                | Azur Air                                                                                          | B7x7           |                       |
| Yakutsk                  | Aeropuerto de Yakutsk                                | Nordwind Airlines (Chárter Estacional)                                                            |                |                       |
| Yuzhno-Sajalinsk         | Aeropuerto de Yuzhno-Sajalinsk                       | Azur Air Pegas Fly (Chárter Estacional)                                                           | B7x7           |                       |
| Suecia                   |                                                      |                                                                                                   |                |                       |
| Estocolmo                | Aeropuerto de Estocolmo-Arlanda                      | Thai Airways (Estacional) Sunclass Airlines (Estacional) TUI Airways (Chárter Estacional)         | A3xx B7x7      |                       |
| Gotemburgo               | Aeropuerto de Gotemburgo-Landvetter                  | TUI Airways (Chárter Estacional)                                                                  | B7x7           |                       |
| Suiza                    |                                                      |                                                                                                   |                |                       |
| Zúrich                   | Aeropuerto Internacional de Zúrich                   | Edelweiss Air (Estacional)                                                                        | A340-313X      |                       |
| Turquía                  |                                                      |                                                                                                   |                |                       |
| Estambul                 | Aeropuerto Internacional de Estambul                 | Turkish Airlines                                                                                  |                |                       |
| Ucrania                  |                                                      |                                                                                                   |                |                       |
| Kiev                     | Aeropuerto Internacional de Kiev                     | Azur Air Ukraine (Chárter Estacional)                                                             | B7x7           |                       |
| Oceanía                  |                                                      |                                                                                                   |                |                       |
| Australia                |                                                      |                                                                                                   |                |                       |
| Melbourne                | Aeropuerto Internacional Tullamarine                 | Jetstar Airways                                                                                   | B787-8         |                       |
| Perth                    | Aeropuerto de Perth                                  | Jetstar Airways (inicia 6 de septiembre de 2024) Thai Airways                                     | A321-251NXLR   |                       |
| Sídney                   | Aeropuerto Internacional Kingsford Smith             | Jetstar Airways                                                                                   | B787-8         |                       |

## Estadísticas
Ver fuente y consulta Wikidata.

## Accidentes e incidentes
El 16 de septiembre de 2007, el vuelo 269 de One-Two-GO Airlines se estrella al intentar aterrizar en el Aeropuerto Internacional de Phuket en medio de una intensa lluvia, proveniente del Aeropuerto Internacional Don Mueang de Bangkok. Las muertes se estiman en 91.